# Venita Akpofure
Venita Akpofure es una actriz británica-nigeriana.

## Biografía
Akpofure nació el 1 de enero de 1987 en Reino Unido y es oriunda del estado de Delta en Nigeria. Creció en Benín, estado de Edo, donde asistió a la primaria antes de regresar a Inglaterra. Es graduada de Contabilidad en la Universidad de Kingston Hertfordshire en Reino Unido.

## Carrera
Interpretó el papel de Mimi en Ay's Crib AY Makun y participó en el vídeo musical de Ihe Ne Me de 2Face Idibia y Mukulu by Skales. Antes de ser parte de Big Brother Naija, era conocida por su papel en Mukulu.
También ha sido embajadora de marca para First City Monument Bank, Martini Rose y Mouka Foam. Es embajadora de la telenovela Hawaii junto a Mercy Eke y Sophie Alakija.
Fue una de los veinte participantes de Big Brother Naija, siendo la cuarta eliminada.

## Vida personal
Es madre de dos hijos y estuvo casada durante 4 años. Ella declaró en una entrevista de mayo con Punch en 2021 que dejar a su esposo fue una de las decisiones más difíciles que había tomado y que estaba agradecida por su sistema de apoyo.

## Filmografía

### Videos musicales
|      | Canción                         | Artista         | Ref.   |
| ---- | ------------------------------- | --------------- | ------ |
| 2012 | "Ihe Ne Me"                     | 2Face Idibia    | [ 11 ] |
| 2012 | "Alingo"                        | Psquare         | [ 1 ]  |
|      | "Magician Remix"                | Ice Prince      | [ 1 ]  |
|      | "Scoobi Doo (ft eLDee)"         | Hakeem da Dream | [ 1 ]  |
|      | "Finish Work"                   | Naeto C         | [ 1 ]  |
|      | "Mukulu"                        | Skales          | [ 1 ]  |
|      | "Shake Ur Bum"                  | Timaya          | [ 1 ]  |
|      | "Mo Fe Lo"                      | J-ROC           | [ 12 ] |
|      | "Too Much money (feat Banky W)" | IceBerg Slim    | [ 12 ] |

### Televisión
| Año     | Título              | Personaje  | Notas                                   | Ref.         |
| ------- | ------------------- | ---------- | --------------------------------------- | ------------ |
| 2021    | Nollywood Queens    |            | Junto a Nuella Njubigbo y Mimi Orjiekwe | [ 13 ]       |
| 2020-21 | Unmarried (Nigeria) | Nengi      |                                         | [ 2 ] [ 14 ] |
| 2020    | Big Brother Naija   | Ella misma | Eliminada del programa el día 41        | [ 6 ]        |
|         | Losing control      | Koko       |                                         |              |

### Cine
| Año  | Título                      | Personaje | Ref.          |
| ---- | --------------------------- | --------- | ------------- |
| 2021 | My Village People           |           | [ 15 ]        |
| 2020 | Kambili: The Whole 30 Yards | Biodun    | [ 16 ] [ 17 ] |
| 2015 | While you slept             |           | [ 18 ]        |
| 2013 | Gold Diggin                 |           | [ 19 ]        |

## Premios y nominaciones
| Año  | Premios     | Categoría          | Resultado | Ref.   |
| ---- | ----------- | ------------------ | --------- | ------ |
| 2021 | NET Honours | Actriz más popular | Nom       | [ 20 ] |